# ARA San Martín
L'ARA San Martín est un croiseur cuirassé de classe Giuseppe Garibaldi construit en Italie pour la Marine argentine. Lancé en 1896, il est le navire amiral de la première division en 1902 et participe aux évènements de la Semaine tragique en 1919. Il est retiré du service en 1935.